# مركب لولبي

مركب لولبي

المركب اللولبي (أو سبيران)  هو مركب عضوي من المركبات متعددة الحلقات تتألف بنيته من حلقتين أو أكثر تتصلان ببعضهما عبر ذرة واحدة فقط مشتركة فيما بينهما، بحيث يتم الحصول على بنية ملتفة للجزيء.
يمكن أن تكون الحلقات المتصلة ببعضها متشابهة، كما يمكن ان تختلف عن بعضها؛ وتدعى الذرة التي يكون عليها محور الالتفاف أو الدوران باسم ذرة اللولب، وهي غالباً ما تكون ذرة كربون رابعية.

مركب لولبي مختلف الحلقة
مركب لولبي غير متجانس
مركب ثنائي اللولب

## اقرأ أيضاً
- جزيء ثنائي الحلقة